# Delfim Moreira
Delfim Moreira da Costa Ribeiro (7. november 1868 i Cristina i Minas Gerais - 1. juli 1920 i Santa Rita do Sapucaí i Minas Gerais) var en brasiliansk politiker og Brasiliens 10. præsident i årene 1918–1919.